# Rogers Cup 2018
Rogers Cup presented by National Bank 2018 là một giải quần vợt được chơi trên sân cứng ngài trời. Đây sẽ là lần thứ 138 (nam) và 127 (nữ) Giải quần vợt Canada Mở rộng được tổ chức. Giải đấu là một phần của ATP World Tour Masters 1000 thuộc ATP World Tour 2018, và là một phần của WTA Premier 5 tournaments thuộc WTA Tour 2018, và cũng là một sự kiện của US Open Series 2018. Sự kiện của nam sẽ được tổ chức tại Aviva Centre ở Toronto và sự kiện của nữ sẽ được tổ chức tại Sân vận động IGA ở Montréal, cả hai đều tổ chức từ ngày 6 tháng 8 đến ngày 12 tháng 8..

## Điểm và tiền thưởng

### Phân phối điểm
| Sự kiện | VĐ   | CK  | BK  | TK  | 1/16 | 1/32 | 1/64 | Q  | Q2 | Q1 |
| Đơn nam | 1000 | 600 | 360 | 180 | 90   | 45   | 10   | 25 | 16 | 0  |
| Đôi nam | 1000 | 600 | 360 | 180 | 90   | 0    | —    | —  | —  | —  |
| Đơn nữ  | 900  | 585 | 350 | 190 | 105  | 60   | 1    | 30 | 20 | 1  |
| Đôi nữ  | 900  | 585 | 350 | 190 | 105  | 5    | —    | —  | —  | —  |

### Tiền thưởng
| Sự kiện | VĐ         | CK       | BK       | TK       | 1/16    | 1/32    | 1/64    | Q2     | Q1     |
| Đơn nam | $1,020,425 | $500,340 | $251,815 | $128,050 | $66,490 | $35,055 | $18,930 | $4,360 | $2,220 |
| Đơn nữ  | $501,975   | $243,920 | $122,190 | $58,185  | $28,030 | $14,360 | $7,745  | $3,150 | $1,905 |
| Đôi nam | $316,000   | $154,710 | $77,600  | $39,830  | $20,590 | $10,860 | —       | —      | —      |
| Đôi nữ  | $143,600   | $72,534  | $35,910  | $18,075  | $9,170  | $4,530  | —       | —      | —      |

## Nội dung đơn ATP

### Hạt giống
| Quốc gia | Tay vợt               | Xếp hạng1 | Hạt giống |
| -------- | --------------------- | --------- | --------- |
| ESP      | Rafael Nadal          | 1         | 1         |
| GER      | Alexander Zverev      | 3         | 2         |
| ARG      | Juan Martín del Potro | 4         | 3         |
| RSA      | Kevin Anderson        | 5         | 4         |
| BUL      | Grigor Dimitrov       | 6         | 5         |
| CRO      | Marin Čilić           | 7         | 6         |
| AUT      | Dominic Thiem         | 8         | 7         |
| Hoa Kỳ   | John Isner            | 9         | 8         |
| SRB      | Novak Djokovic        | 10        | 9         |
| BEL      | David Goffin          | 11        | 10        |
| ARG      | Diego Schwartzman     | 12        | 11        |
| ESP      | Pablo Carreño Busta   | 13        | 12        |
| Hoa Kỳ   | Jack Sock             | 14        | 13        |
| ITA      | Fabio Fognini         | 15        | 14        |
| ESP      | Roberto Bautista Agut | 16        | 15        |
| AUS      | Nick Kyrgios          | 17        | 16        |

- 1 Bảng xếp hạng vào ngày 30 tháng 7 năm 2018.

### Vận động viên khác
Đặc cách:
- Félix Auger-Aliassime [7]
- Peter Polansky
- Vasek Pospisil
- Stan Wawrinka

Vượt qua vòng loại:
- Evgeny Donskoy
- Ryan Harrison
- Pierre-Hugues Herbert
- Ilya Ivashka
- Bradley Klahn
- Daniil Medvedev
- Yoshihito Nishioka

Thua cuộc may mắn:
- Mirza Bašić
- Mackenzie McDonald
- Mikhail Youzhny

### Rút lui
Trước giải đấu
- Roberto Bautista Agut → thay thế bởi  Mackenzie McDonald
- Tomáš Berdych → thay thế bởi  Yūichi Sugita
- Chung Hyeon → thay thế bởi  Mirza Bašić
- Juan Martín del Potro → thay thế bởi  Mikhail Youzhny
- Roger Federer → thay thế bởi  Jérémy Chardy
- Richard Gasquet → thay thế bởi  Matthew Ebden
- Philipp Kohlschreiber → thay thế bởi  Márton Fucsovics
- Leonardo Mayer → thay thế bởi  Benoît Paire
- Gaël Monfils → thay thế bởi  Frances Tiafoe
- Andreas Seppi → thay thế bởi  João Sousa

### Bỏ cuộc
- Yoshihito Nishioka

## Nội dung đôi ATP

### Hạt giống
| Quốc gia | Tay vợt               | Quốc gia | Tay vợt       | Xếp hạng1 | Hạt giống |
| -------- | --------------------- | -------- | ------------- | --------- | --------- |
| AUT      | Oliver Marach         | CRO      | Mate Pavić    | 5         | 1         |
| FIN      | Henri Kontinen        | AUS      | John Peers    | 11        | 2         |
| FRA      | Pierre-Hugues Herbert | FRA      | Nicolas Mahut | 15        | 3         |
| Hoa Kỳ   | Mike Bryan            | Hoa Kỳ   | Jack Sock     | 16        | 4         |
| POL      | Łukasz Kubot          | BRA      | Marcelo Melo  | 19        | 5         |
| GBR      | Jamie Murray          | BRA      | Bruno Soares  | 27        | 6         |
| NED      | Jean-Julien Rojer     | ROU      | Horia Tecău   | 27        | 7         |
| COL      | Juan Sebastián Cabal  | COL      | Robert Farah  | 29        | 8         |

- 1 Bảng xếp hạng vào ngày 30 tháng 7 năm 2018

### Vận động viên khác
Đặc cách:
- Daniel Nestor /  Vasek Pospisil
- Félix Auger-Aliassime /  Denis Shapovalov

Thay thế:
- Jérémy Chardy /  Lucas Pouille
- Sam Querrey /  Rajeev Ram
- Artem Sitak /  Stefanos Tsitsipas

### Rút lui
Trước giải đấu
- Chung Hyeon
- Fabio Fognini
- Dominic Thiem

## Nội dung đơn WTA

### Hạt giống
| Quốc gia | Tay vợt            | Xếp hạng1 | Hạt giống |
| -------- | ------------------ | --------- | --------- |
| ROU      | Simona Halep       | 1         | 1         |
| DEN      | Caroline Wozniacki | 2         | 2         |
| Hoa Kỳ   | Sloane Stephens    | 3         | 3         |
| GER      | Angelique Kerber   | 4         | 4         |
| UKR      | Elina Svitolina    | 5         | 5         |
| FRA      | Caroline Garcia    | 6         | 6         |
| ESP      | Garbiñe Muguruza   | 7         | 7         |
| CZE      | Petra Kvitová      | 8         | 8         |
| CZE      | Karolína Plíšková  | 9         | 9         |
| GER      | Julia Görges       | 10        | 10        |
| LAT      | Jeļena Ostapenko   | 11        | 11        |
| RUS      | Daria Kasatkina    | 13        | 12        |
| Hoa Kỳ   | Venus Williams     | 14        | 13        |
| BEL      | Elise Mertens      | 15        | 14        |
| AUS      | Ashleigh Barty     | 16        | 15        |
| JPN      | Naomi Osaka        | 17        | 16        |

- 1 Bảng xếp hạng vào ngày 30 tháng 7 năm 2018

### Vận động viên khác
Đặc cách
- Françoise Abanda
- Victoria Azarenka
- Eugenie Bouchard
- Carol Zhao [7]

Vượt qua vòng loại:
- Ana Bogdan
- Katie Boulter
- Caroline Dolehide
- Kirsten Flipkens
- Sesil Karatantcheva
- Barbora Krejčíková
- Christina McHale
- Monica Niculescu
- Lucie Šafářová
- Carla Suárez Navarro
- Wang Qiang
- Sofya Zhuk

Thua cuộc may mắn:
- Monica Puig

### Rút lui
Trước giải đấu
- Dominika Cibulková → thay thế bởi  Aryna Sabalenka
- Madison Keys → thay thế bởi  Alison Van Uytvanck
- Garbiñe Muguruza → thay thế bởi  Monica Puig
- CoCo Vandeweghe → thay thế bởi  Sorana Cîrstea
- Serena Williams → thay thê bởi  Tatjana Maria

### Bỏ cuộc
- Mihaela Buzărnescu
- Lesia Tsurenko

## Nội dung đôi WTA

### Hạt giống
| Quốc gia | Tay vợt                   | Quốc gia | Tay vợt                     | Xếp hạng1 | Hạt giống |
| -------- | ------------------------- | -------- | --------------------------- | --------- | --------- |
| CZE      | Barbora Krejčíková        | CZE      | Kateřina Siniaková          | 6         | 1         |
| TPE      | Latisha Chan              | RUS      | Ekaterina Makarova          | 8         | 2         |
| HUN      | Tímea Babos               | FRA      | Kristina Mladenovic         | 11        | 3         |
| CZE      | Andrea Sestini Hlaváčková | CZE      | Barbora Strýcová            | 15        | 4         |
| CAN      | Gabriela Dabrowski        | CHN      | Xu Yifan                    | 20        | 5         |
| SLO      | Andreja Klepač            | ESP      | María José Martínez Sánchez | 24        | 6         |
| Hoa Kỳ   | Nicole Melichar           | CZE      | Květa Peschke               | 32        | 7         |
| AUS      | Ashleigh Barty            | NED      | Demi Schuurs                | 33        | 8         |

- Bảng xếp hạng vào ngày 30 tháng 7 năm 2018

### Vận động viên khác
Đặc cách:
- Françoise Abanda /  Tatjana Maria
- Eugenie Bouchard /  Sloane Stephens
- Carson Branstine /  Rebecca Marino

### Bỏ cuộc
Trước giải đấu
- Mihaela Buzărnescu

Trong giải đấu
- Karolína Plíšková
- Yang Zhaoxuan
- Zhang Shuai

## Nhà vô địch

### Đơn nam
- Rafael Nadal đánh bại  Stefanos Tsitsipas, 6–2, 7–6(7–4)

### Đơn nữ
- Simona Halep đánh bại  Sloane Stephens, 7–6(8–6), 3–6, 6–4

### Đôi nam
- Henri Kontinen /  John Peers đánh bại  Raven Klaasen /  Michael Venus, 6–2, 6–7(7–9), [10–6]

### Đôi nữ
- Ashleigh Barty /  Demi Schuurs đánh bại  Latisha Chan /  Ekaterina Makarova, 4–6, 6–3, [10–8]